# Bismiet

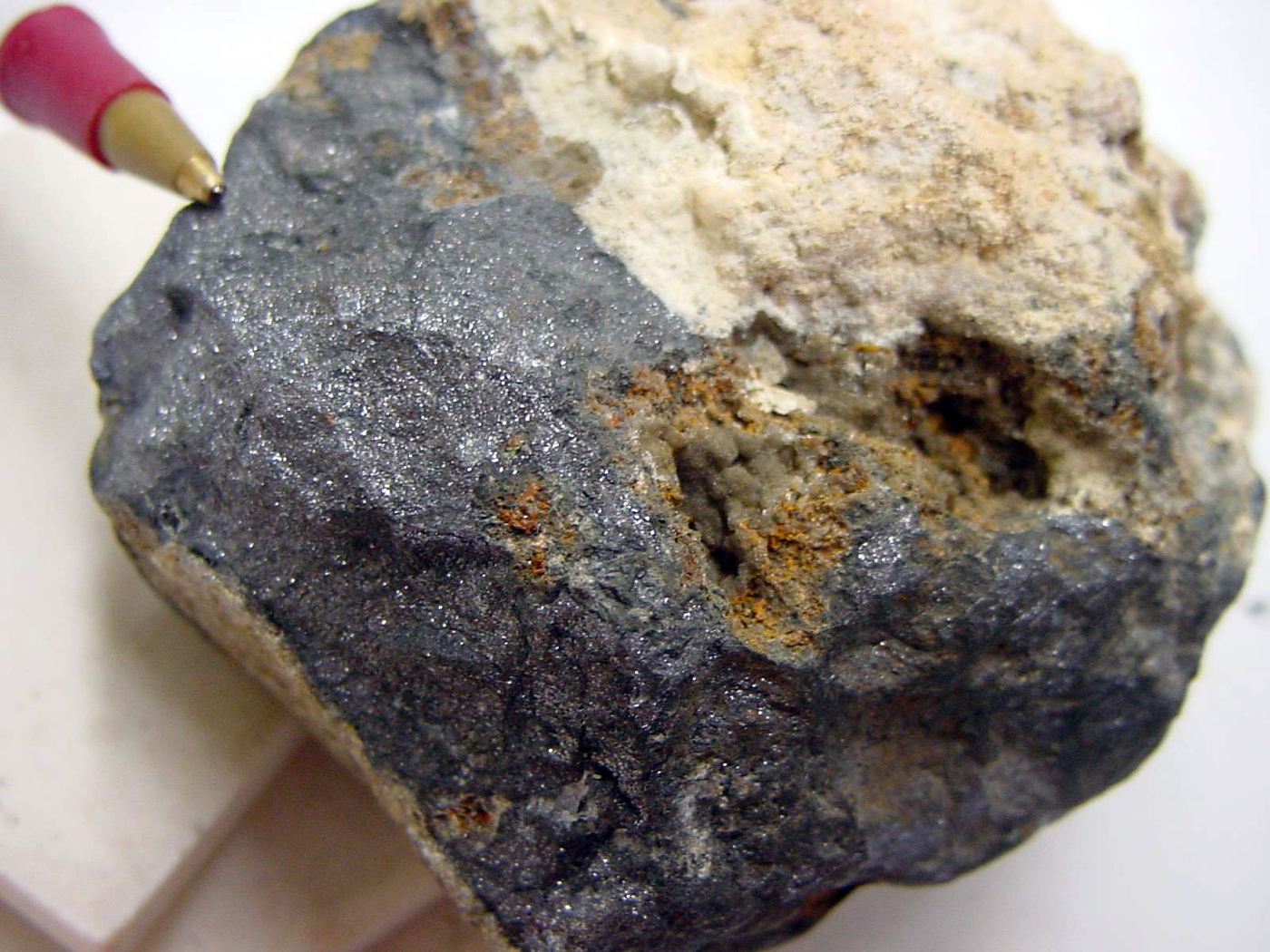
Bismiet

Het mineraal bismiet is een bismutoxide met molecuulformule Bi2O3, dus een verbinding van twee bismutatomen met drie zuurstofatomen. Het heeft een monoklien kristalstelsel, maar de typische vorm is massief en kleiachtig. Er worden geen macroscopische kristallen in waargenomen. De kleur varieert van groen tot geel. Het heeft een hardheid op de schaal van Mohs van 4 tot 5 en een massadichtheid van 8,5 tot 9,5, wat vrij hoog is voor een niet-metaalachtig mineraal. Het werd voor het eerst in 1868 in Goldfield in Nevada beschreven en in het Ertsgebergte in Duitsland.

## Websites
- Bismite Mineral Data.
- mindat.org. Bismite.